# Manuel Bartual
Manuel Bartual, né en 1979 à Valence, est un dessinateur de bande dessinée espagnol. Il est principalement connu pour ses séries Con amigos como estos et Sexorama.

## Biographie
Manuel Bartual est l'auteur avec Manuel Castaño des séries de bande dessinée Morón el Pollastre, Álex et Con amigos como estos, parues aux éditions 7 monos dont ils sont cofondateurs. Il est le fondateur de la revue de bande dessinée espagnole ¡Caramba! et de la maison d'édition du même nom.
En août 2017 il devient le protagoniste d'une histoire sur Twitter où il est poursuivi par un homme identique à lui pendant ses vacances. L'histoire est devenue virale et il est passé de 16000 followers à 409000 en 5 jours. On l'a qualifié de littérature du XXIe siècle ou « récitTwitter » et on l'a comparé au phénomène d'Orson Welles et son histoire à la radio La Guerre des mondes.
En août 2018, il coécrit avec Modesto García la fiction RedMonkey, également narrée par le biais de threads sur la plateforme Twitter. Mettant en scène le personnage de Nela confrontée à des énigmes et des jeux de pistes orchestrés par un étrange groupuscule de hackers, l'histoire dénonce implicitement l'alarmante et dangereuse absence de vie privée sur les réseaux sociaux.